# Sporting Kansas City 2016
Questa voce raccoglie le informazioni riguardanti lo Sporting Kansas City nelle competizioni ufficiali della stagione 2016.

## Rosa
| N. |                        | Ruolo | Calciatore                 |
| -- | ---------------------- | ----- | -------------------------- |
| 1  | Stati Uniti (bandiera) | P     | Jon Kempin                 |
| 3  | Stati Uniti (bandiera) | D     | Ike Opara                  |
| 4  | Stati Uniti (bandiera) | D     | Kevin Ellis                |
| 5  | Stati Uniti (bandiera) | C     | Matt Besler (capitano)     |
| 6  | Brasile (bandiera)     | D     | Paulo Nagamura             |
| 7  | Stati Uniti (bandiera) | C     | Chance Myers               |
| 8  | Stati Uniti (bandiera) | C     | Graham Zusi                |
| 9  | Cile (bandiera)        | C     | Diego Rubio                |
| 10 | Stati Uniti (bandiera) | C     | Benny Feilhaber            |
| 11 | Stati Uniti (bandiera) | A     | Bradley Davis              |
| 12 | Portogallo (bandiera)  | D     | Nuno André da Silva Coelho |
| 14 | Inghilterra (bandiera) | D     | Dom Dwyer                  |
| 15 | Stati Uniti (bandiera) | D     | Seth Sinovic               |
| 16 | Kenya (bandiera)       | C     | Lawrence Olum              |
| 17 | Stati Uniti (bandiera) | C     | Saad Abdul-Salaam          |

| N. |                        | Ruolo | Calciatore      |
| -- | ---------------------- | ----- | --------------- |
| 21 | Stati Uniti (bandiera) | C     | Justin Mapp     |
| 22 | Stati Uniti (bandiera) | D     | Connor Hallisey |
| 23 | Ghana (bandiera)       | C     | Emmanuel Appiah |
| 25 | Stati Uniti (bandiera) | P     | Alec Kann       |
| 27 | Honduras (bandiera)    | C     | Roger Espinoza  |
| 29 | Stati Uniti (bandiera) | P     | Tim Melia       |
| 30 | Ungheria (bandiera)    | A     | Daniel Salloi   |
| 37 | Stati Uniti (bandiera) | A     | Jacob Peterson  |
| 39 | Stati Uniti (bandiera) | A     | Cameron Porter  |
| 93 | Haiti (bandiera)       | C     | Sony Mustivar   |
| 94 | Colombia (bandiera)    | C     | Jimmy Medranda  |